# Майявада
Майява́да (майя — «иллюзия», и вада — «доктрина») — санскритский термин, который используется для обозначения философии адвайты Шанкары. Термин майява́да буквально значит «учение о майе» или «доктрина майи». В той или иной форме, доктрина майи принимается всеми школами веданты, поскольку вытекает из Упанишад и Бхагавад-гиты. Данный термин часто употребляется в пренебрежительном контексте некоторыми вишнуитскими школами, в частности кришнаитами Международного общества сознания Кришны, и, как правило, не используется последователями адвайты по отношению к себе. Целью применения данного термина является упрощение или подчеркивание важности концепции майи в философии адвайты. Так как в адвайте провозглашается тождественность индивидуального атмана и безличного Брахмана, естественным образом возникают сомнения в отношении происхождения разнообразных форм во вселенной. Наличие такого разнообразия приписывается майе. В буквальном переводе майя означает «иллюзия», а маг или иллюзионист на санскрите обозначается термином майяви. В адвайте майя выступает как творческая энергия Брахмана, по причине иллюзорного влияния которой вселенная представляется человеку полной разнообразия и единство Брахмана остаётся неосознанным.